# Mật nghị Hồng y 2013
Mật nghị Hồng y 2013 (hoặc Cơ mật viện bầu Giáo hoàng năm 2013) được triệu tập theo sau việc Giáo hoàng Biển Đức XVI thoái vị vào ngày 28 tháng 2 năm 2013. 115 Hồng y cử tri đã bắt đầu Mật nghị bầu cử vào chiều ngày 12 tháng 3. Vào lúc 19h 06' ngày 13 tháng 3 năm 2013 (giờ Roma), khói trắng bốc lên từ ống khói nhà nguyện Sistina, sau đó là những tiếng chuông báo hiệu đã bầu được Giáo hoàng mới. Mật nghị đã bầu Hồng y Jorge Mario Bergoglio - Tổng giám mục của Tổng giáo phận Buenos Aires (Argentina) - làm giáo hoàng. Ông lấy tông hiệu là Phanxicô.

## Giáo hoàng Biển Đức XVI thoái vị
Ngày 11 tháng 2 năm 2013, Giáo hoàng Biển Đức XVI (còn gọi là Bênêđictô XVI) đã công bố ý định của ông là sẽ thoái vị khỏi chức Giám mục Rôma, Giáo hoàng Giáo hội Công giáo vào ngày 28 tháng 2 và định rõ thời gian trống tòa là từ 20 giờ 00 của ngày hôm đó. Biển Đức XVI sẽ là Giáo hoàng đầu tiên thoái vị trong gần sáu thế kỷ qua, trước đó, Giáo hoàng Grêgôriô XII cũng thoái vị vào năm 1415. Trong lời tuyên bố thoái vị, ông nói:
| “ | Tôi biết rằng sứ vụ này, do bản tính siêu nhiên của nó, phải được thực hiện không chỉ bằng lời nói và việc làm, nhưng phải đi kèm với không ít những lời cầu nguyện và đau khổ. Tuy nhiên, trước một thế giới với quá nhiều những thay đổi nhanh chóng và đang rúng động bởi những vấn nạn liên quan sâu sắc đến đời sống đức tin; để có thể lèo lái con thuyền của Thánh Phêrô và rao giảng Tin Mừng, cả năng lực của trí óc lẫn thể xác đều là cần thiết. Năng lực của tôi trong vài tháng qua, đã xấu đi đến mức mà tôi phải thừa nhận sự bất lực của tôi không thể đáp ứng đầy đủ sứ vụ được giao phó cho mình. Vì lý do này, và cũng nhận thức được mức độ nghiêm trọng của hành động này, với hoàn toàn tự do, tôi tuyên bố thoái vị khỏi sứ vụ của Giám mục Roma, Người kế vị Thánh Phêrô, đã được giao phó cho tôi bởi các Hồng y ngày 19 Tháng Tư năm 2005. | ” |

Khi Giáo hoàng Biển Đức XVI chính thức rời chức từ lúc 20 giờ ngày 28 tháng 2 năm 2013, tất cả các quan chức cao cấp nhất tại Vatican đều tự động mất chức, nhưng không có nghĩa là họ được hưởng một kỳ nghỉ ngơi.

### Dư luận
Trong thông cáo với 80 triệu giáo dân trong cộng đồng Anh giáo, Tổng Giám mục Justin Welby tòa Canterbury - lãnh đạo Anh giáo nói rằng ông hoàn toàn thông cảm với quyết định rời chức của Giáo hoàng Biển Đức mà theo ông đã được ngài thực thi với một cách "đường hoàng, can đảm và đầy viễn kiến."
Người phát ngôn của thủ tướng Đức cho biết: chính phủ Đức dành sự tôn kính cao nhất vì những gì Giáo hoàng đã làm để phụng sự Giáo hội Công giáo. Theo tường thuật của BBC, nhiều du khách tại Vatican đã không tin vào thông tin này và hỏi rằng Giáo hoàng bị bệnh?. Linh mục Lombardi - phát ngôn viên Tòa Thánh nhiều lần lặp lại rằng: Giáo hoàng Biển Đức XVI không bị bệnh mà chỉ là sức khỏe giảm sút, điều thông thường với một người ở tuổi 85.
Tờ La Stampa của Ý dẫn lời thủ tướng Ý: Tôi thật sự sốc với tin bất ngờ này. Tờ Der Spiegel cho biết Đức ông Georg Ratzinger, anh trai Giáo hoàng Biển Đức XVI đã biết kế hoạch từ nhiệm từ nhiều tháng trước.
Yona Metzger, giáo sĩ tối cao của Israel cho biết: Israel và Vatican đã có mối quan hệ tốt đẹp nhất trong thời gian tại vị của Giáo hoàng Biển Đức XVI..

## Tiến trình

### Hồng y cử tri
Mặc dù ở thời điểm đó, Giáo hội Công giáo có 209 hồng y còn sống nhưng sẽ chỉ có 117 vị hồng y được quyền tham gia Mật nghị Hồng y 2013 (vì những vị nào từ 80 tuổi trở lên trước ngày trống tòa giáo hoàng sẽ không còn quyền tham gia mật nghị nữa). Đây là quy định do Giáo hoàng Phaolô VI ban hành năm 1970 và được Giáo hoàng Gioan Phaolô II sửa đổi năm 1996.
| Ưu tiên | Tên, tên rửa tội                          | Ngày sinh            | Quốc gia               | Ghi chú                  |
| ------- | ----------------------------------------- | -------------------- | ---------------------- | ------------------------ |
| 1       | Re, Giovanni Battista                     | 30 tháng 1 năm 1934  | Ý                      | Hồng y giám mục lâu nhất |
| 2       | Bertone, S.D.B., Tarcisio                 | 2 tháng 12 năm 1934  | Ý                      | Quốc vụ khanh            |
| 3       | Naguib, Antonios                          | 18 tháng 3 năm 1935  | Ai Cập                 | Thượng Phụ Copte Ai Cập  |
| 4       | Raï, O.M.M., Béchara Boutros              | 25 tháng 2 năm 1940  | Liban                  | Thượng phụ Maronite      |
| 5       | Danneels, Godfried                        | 5 tháng 6 năm 1933   | Bỉ                     | Hồng y linh mục lâu nhất |
| 6       | Meisner, Joachim                          | 25 tháng 12 năm 1933 | Đức                    |                          |
| 7       | López Rodríguez, Nicolás de Jesús         | 31 tháng 10 năm 1936 | Cộng hòa Dominica      |                          |
| 8       | Mahony, Roger Michael                     | 27 tháng 2 năm 1936  | Hoa Kỳ                 |                          |
| 9       | Darmaatmadja, S.J., Julius Riyadi         | 20 tháng 12 năm 1934 | Indonesia              | Không tham dự            |
| 10      | Ortega y Alamino, Jaime Lucas             | 18 tháng 10 năm 1936 | Cuba                   |                          |
| 11      | Turcotte, Jean-Claude                     | 26 tháng 6 năm 1936  | Canada                 |                          |
| 12      | Puljić, Vinko                             | 8 tháng 9 năm 1945   | Bosnia và Herzegovina  |                          |
| 13      | Sandoval Íñiguez, Juan                    | 28 tháng 3 năm 1933  | Mexico                 |                          |
| 14      | Rouco Varela, Antonio María               | 24 tháng 8 năm 1936  | Tây Ban Nha            |                          |
| 15      | Tettamanzi, Dionigi                       | 14 tháng 3 năm 1934  | Ý                      |                          |
| 16      | Pengo, Polycarp                           | 5 tháng 8 năm 1944   | Tanzania               |                          |
| 17      | Schönborn, O.P., Christoph                | 22 tháng 1 năm 1945  | Áo                     |                          |
| 18      | Rivera Carrera, Norberto                  | 6 tháng 6 năm 1942   | Mexico                 |                          |
| 19      | George, O.M.I., Francis Eugene            | 16 tháng 1 năm 1937  | Hoa Kỳ                 |                          |
| 20      | Grocholewski, Zenon                       | 11 tháng 10 năm 1939 | Ba Lan                 |                          |
| 21      | Sepe, Crescenzio                          | 2 tháng 6 năm 1943   | Ý                      |                          |
| 22      | Kasper, Walter                            | 5 tháng 3 năm 1933   | Đức                    | Hồng y lớn tuổi nhất     |
| 23      | Dias, Ivan                                | 14 tháng 4 năm 1936  | Ấn Độ                  |                          |
| 24      | Agnelo, Geraldo Majella                   | 19 tháng 10 năm 1933 | Brasil                 |                          |
| 25      | Bačkis, Audrys Juozas                     | 1 tháng 2 năm 1937   | Lithuania              |                          |
| 26      | Errázuriz Ossa, ISch, Francisco Javier    | 5 tháng 9 năm 1933   | Chile                  |                          |
| 27      | Terrazas Sandoval, C.SS.R., Julio         | 7 tháng 3 năm 1936   | Bolivia                |                          |
| 28      | Napier, O.F.M., Wilfrid Fox               | 8 tháng 3 năm 1941   | Nam Phi                |                          |
| 29      | Rodríguez Maradiaga, S.D.B., Óscar Andrés | 29 tháng 12 năm 1942 | Honduras               |                          |
| 30      | Cipriani Thorne, Juan Luis                | 28 tháng 12 năm 1943 | Peru                   |                          |
| 31      | Hummes, O.F.M., Cláudio                   | 8 tháng 8 năm 1934   | Brazil                 |                          |
| 32      | Bergoglio, S.J., Jorge Mario              | 17 tháng 12 năm 1936 | Argentina              | Giáo hoàng Phanxicô      |
| 33      | Policarpo, José da Cruz                   | 26 tháng 2 năm 1936  | Bồ Đào Nha             |                          |
| 34      | Poletto, Severino                         | 18 tháng 3 năm 1933  | Ý                      |                          |
| 35      | Lehmann, Karl                             | 16 tháng 5 năm 1936  | Đức                    |                          |
| 36      | Scola, Angelo                             | 7 tháng 11 năm 1941  | Đức                    |                          |
| 37      | Okogie, Anthony Olubunmi                  | 16 tháng 6 năm 1936  | Nigeria                |                          |
| 38      | Zubeir Wako, Gabriel                      | 27 tháng 2 năm 1941  | Sudan                  |                          |
| 39      | Amigo Vallejo, O.F.M., Carlos             | 23 tháng 8 năm 1934  | Tây Ban Nha            |                          |
| 40      | Rigali, Justin Francis                    | 19 tháng 4 năm 1935  | Hoa Kỳ                 |                          |
| 41      | O'Brien, Keith Michael Patrick            | 17 tháng 3 năm 1938  | Vương quốc Anh         | Không tham dự            |
| 42      | Antonelli, Ennio                          | 18 tháng 11 năm 1936 | Ý                      |                          |
| 43      | Turkson, Peter Kodwo Appiah               | 11 tháng 10 năm 1948 | Ghana                  |                          |
| 44      | Toppo, Telesphore Placidus                | 15 tháng 10 năm 1939 | Ấn Độ                  |                          |
| 45      | Pell, George                              | 8 tháng 4 năm 1941   | Úc                     |                          |
| 46      | Bozanić, Josip                            | 20 tháng 3 năm 1949  | Croatia                |                          |
| 47      | Gioan Baotixita Phạm Minh Mẫn             | 5 tháng 3 năm 1934   | Việt Nam               | Hồng y đến muộn nhất     |
| 48      | Barbarin, Philippe                        | 17 tháng 10 năm 1950 | Pháp                   |                          |
| 49      | Erdö, Péter                               | 25 tháng 6 năm 1952  | Hungary                |                          |
| 50      | Ouellet, P.S.S., Marc                     | 8 tháng 6 năm 1944   | Canada                 |                          |
| 51      | Vallini, Agostino                         | 17 tháng 4 năm 1940  | Ý                      |                          |
| 52      | Urosa Savino, Jorge Liberato              | 28 tháng 8 năm 1942  | Venezuela              |                          |
| 53      | Ricard, Jean-Pierre                       | 25 tháng 9 năm 1944  | Pháp                   |                          |
| 54      | Cañizares Llovera, Antonio                | 10 tháng 10 năm 1945 | Tây Ban Nha            |                          |
| 55      | O'Malley, O.F.M.Cap., Seán Patrick        | 29 tháng 6 năm 1944  | Hoa Kỳ                 |                          |
| 56      | Dziwisz, Stanisław                        | 27 tháng 4 năm 1939  | Ba Lan                 |                          |
| 57      | Caffarra, Carlo                           | 1 tháng 6 năm 1938   | Ý                      |                          |
| 58      | Brady, Seán Baptist                       | 16 tháng 8 năm 1939  | Ireland                |                          |
| 59      | Martínez Sistach, Lluís                   | 29 tháng 4 năm 1937  | Tây Ban Nha            |                          |
| 60      | Vingt-Trois, André                        | 7 tháng 11 năm 1942  | Pháp                   |                          |
| 61      | Bagnasco, Angelo                          | 14 tháng 2 năm 1943  | Ý                      |                          |
| 62      | Sarr, Théodore-Adrien                     | 28 tháng 11 năm 1936 | Senegal                |                          |
| 63      | Gracias, Oswald                           | 24 tháng 12 năm 1944 | Ấn Độ                  |                          |
| 64      | Robles Ortega, Francisco                  | 2 tháng 3 năm 1949   | Mexico                 |                          |
| 65      | DiNardo, Daniel Nicholas                  | 23 tháng 5 năm 1949  | Hoa Kỳ                 |                          |
| 66      | Scherer, Odilo Pedro                      | 21 tháng 9 năm 1949  | Brasil                 |                          |
| 67      | Njue, John                                | 1944                 | Kenya                  |                          |
| 68      | Vela Chiriboga, Raúl Eduardo              | tháng 1 năm 1934     | Ecuador                |                          |
| 69      | Monsengwo Pasinya, Laurent                | 7 tháng 10 năm 1939  | Cộng hòa Dân chủ Congo |                          |
| 70      | Romeo, Paolo                              | 20 tháng 2 năm 1938  | Ý                      |                          |
| 71      | Wuerl, Donald William                     | 12 tháng 11 năm 1940 | Hoa Kỳ                 |                          |
| 72      | Assis, Raymundo Damasceno                 | 15 tháng 2 năm 1937  | Brasil                 |                          |
| 73      | Nycz, Kazimierz                           | 1 tháng 2 năm 1950   | Ba Lan                 |                          |
| 74      | Patabendige Don, Albert Malcolm Ranjith   | 15 tháng 11 năm 1947 | Sri Lanka              |                          |
| 75      | Marx, Reinhard                            | 21 tháng 9 năm 1953  | Đức                    |                          |
| 76      | Alencherry, George                        | 19 tháng 4 năm 1945  | Ấn Độ                  |                          |
| 77      | Collins, Thomas Christopher               | 16 tháng 1 năm 1947  | Canada                 |                          |
| 78      | Duka, O.P., Dominik Jaroslav              | 26 tháng 4 năm 1943  | Cộng hòa Séc           |                          |
| 79      | Eijk, Willem Jacobus                      | 22 tháng 6 năm 1953  | Hà Lan                 |                          |
| 80      | Betori, Giuseppe                          | 25 tháng 2 năm 1947  | Ý                      |                          |
| 81      | Dolan, Timothy Michael                    | 6 tháng 2 năm 1950   | Hoa Kỳ                 |                          |
| 82      | Woelki, Ranier Maria                      | 18 tháng 8 năm 1956  | Đức                    |                          |
| 83      | Thang Hán, Gioan                          | 31 tháng 7 năm 1939  | Hồng Kông, Trung Quốc  |                          |
| 84      | Thottunkal, Baselios Cleemis              | 15 tháng 6 năm 1959  | Ấn Độ                  | Hồng y trẻ nhất          |
| 85      | Onaiyekan, John Olorunfemi                | 29 tháng 1 năm 1944  | Nigeria                |                          |
| 86      | Salazar Gómez, Rubén                      | 22 tháng 9 năm 1942  | Colombia               |                          |
| 87      | Tagle, Luis Antonio Gokim                 | 21 tháng 6 năm 1957  | Philippines            |                          |
| 88      | Tauran, Jean-Louis                        | 3 tháng 4 năm 1943   | Pháp                   | Hồng y phó tế lâu nhất   |
| 89      | Nicora, Attilio                           | 16 tháng 3 năm 1937  | Ý                      |                          |
| 90      | Levada, William Joseph                    | 15 tháng 6 năm 1936  | Hoa Kỳ                 |                          |
| 91      | Rodé, C.M., Franc                         | 23 tháng 9 năm 1934  | Slovenia               |                          |
| 92      | Sandri, Leonardo                          | 18 tháng 11 năm 1943 | Argentina              |                          |
| 93      | Lajolo, Giovanni                          | 3 tháng 1 năm 1935   | Ý                      |                          |
| 94      | Cordes, Paul Josef                        | 5 tháng 9 năm 1934   | Đức                    |                          |
| 95      | Comastri, Angelo                          | 17 tháng 9 năm 1943  | Ý                      |                          |
| 96      | Ryłko, Stanisław                          | 4 tháng 7 năm 1945   | Ba Lan                 |                          |
| 97      | Farina, S.D.B., Raffaele                  | 24 tháng 9 năm 1933  | Ý                      |                          |
| 98      | Amato, S.D.B., Angelo                     | 8 tháng 6 năm 1938   | Ý                      |                          |
| 99      | Sarah, Robert                             | 15 tháng 6 năm 1945  | Guinea                 |                          |
| 100     | Monterisi, Francesco                      | 28 tháng 5 năm 1934  | Ý                      |                          |
| 101     | Burke, Raymond Leo                        | 30 tháng 6 năm 1948  | Hoa Kỳ                 |                          |
| 102     | Koch, Kurt                                | 15 tháng 3 năm 1950  | Thụy Sĩ                |                          |
| 103     | Sardi, Paolo                              | 1 tháng 9 năm 1934   | Ý                      |                          |
| 104     | Piacenza, Mauro                           | 15 tháng 9 năm 1944  | Ý                      |                          |
| 105     | De Paolis, C.S., Velasio                  | 19 tháng 9 năm 1935  | Ý                      |                          |
| 106     | Ravasi, Gianfranco                        | 18 tháng 10 năm 1942 | Ý                      |                          |
| 107     | Filoni, Fernando                          | 15 tháng 4 năm 1946  | Ý                      |                          |
| 108     | Monteiro de Castro, Manuel                | 29 tháng 3 năm 1938  | Bồ Đào Nha             |                          |
| 109     | Abril y Castelló, Santos                  | 21 tháng 9 năm 1935  | Tây Ban Nha            |                          |
| 110     | Vegliò, Antonio Maria                     | 3 tháng 2 năm 1938   | Ý                      |                          |
| 111     | Bertello, Giuseppe                        | 1 tháng 10 năm 1942  | Ý                      |                          |
| 112     | Coccopalmerio, Francesco                  | 6 tháng 3 năm 1938   | Ý                      |                          |
| 113     | Aviz, João Braz de                        | 24 tháng 4 năm 1947  | Brasil                 |                          |
| 114     | O'Brien, Edwin Frederick                  | 8 tháng 4 năm 1939   | Hoa Kỳ                 |                          |
| 115     | Calcagno, Domenico                        | 3 tháng 2 năm 1943   | Ý                      |                          |
| 116     | Versaldi, Giuseppe                        | 30 tháng 7 năm 1943  | Ý                      |                          |
| 117     | Harvey, James Michael                     | 20 tháng 10 năm 1949 | Hoa Kỳ                 |                          |

| Số các Hồng y cử tri theo châu lục |                                                                  |
| Italia                             | 28                                                               |
| Châu Âu (ngoài Ý)                  | 32                                                               |
| Bắc Mỹ                             | 20                                                               |
| Nam Mỹ                             | 13                                                               |
| Châu Phi                           | 11                                                               |
| Châu Á & châu Úc                   | 11                                                               |
| Tổng số cử tri                     | 115                                                              |
| Không tham dự                      | 2 - Julius Darmaatmadja, (Indonesia) - Keith O'Brien, (Scotland) |
| Giáo hoàng từ nhiệm                | Biển Đức XVI                                                     |
| Tân Giáo hoàng                     | Phanxicô                                                         |

### Ứng viên sáng giá

Các nước có hồng y tham gia mật nghị hồng y.

Mặc dù trên nguyên tắc, các hồng y có thể chọn bất kỳ người nam nào đã được chịu phép Thanh Tẩy theo nghi thức Công giáo để bầu làm Giáo hoàng, nhưng từ năm 1389, họ đã luôn chọn một hồng y trong đoàn. Đối với cuộc mật nghị 2013, một số cơ quan truyền thông dự đoán những hồng y sau đây là những ứng viên sáng giá cho người kế nhiệm Biển Đức XVI: Christoph Schönborn của Áo, Luis Antonio Tagle của Philippines, Peter Turkson của Ghana, Marc Ouellet của Canada và Angelo Scola của Ý. Ngoài ra còn có một số vị hồng y khác đáng được chú ý là Leonardo Sandri của Argentina và Timothy Michael Dolan của Hoa Kỳ.
Năm 1996, Giáo hoàng Gioan Phaolô II đã sửa luật bầu Giáo hoàng: cân nhắc việc tính số phiếu chiếm đa số đơn sau khi mật viện kéo dài lâu và bế tắc. Trước đây, việc bỏ phiếu sẽ phải tiếp tục cho đến khi một ứng cử viên nhận được đa số phiếu là 2/3 cộng 1. Trong mật nghị gần đây nhất, Hồng y Ratzinger đã đạt được số phiếu đa số đơn rất sớm trong cuộc bỏ phiếu mà cuối cùng ông được chọn làm Giáo hoàng. Nhưng điều này có thể không xảy ra trong mật tuyển viện bầu Giáo hoàng tiếp theo. Vì không lâu sau khi được chọn, Giáo hoàng Bênêđictô XVI đã thay đổi luật để quay trở về với phương thức truyền thống. Do đó, người kế vị ông sẽ là người phải có được sự ủng hộ của đa số chứ không phải của một người đến từ một phe nhóm nào đó

### Thời gian và nguyên tắc
Theo Tông Hiến Universi Dominici Gregis (hiến pháp Giáo hội) do Giáo hoàng Gioan Phaolô II ban hành năm 1996 thì ít nhất là 15 ngày và không được quá 20 ngày kể từ khi trống Tông Tòa, các hồng y phải họp bầu giáo hoàng mới. Các giới chức Vatican cũng nói rằng, Giáo hội Công giáo cần có Giáo hoàng mới trước Tuần Thánh (bắt đầu ngày 24 tháng 3 bằng Chúa nhật Lễ Lá) vì đó là cao điểm dịp Lễ Phục Sinh. Để đẩy nhanh tiến trình này, trong những ngày tại vị cuối cùng, Giáo hoàng Biển Đức XVI đã ban hành một tự sắc Normas nonnullas mà ông ký ngày 22 tháng 2. Theo đó, nếu các hồng y đã có mặt đông đủ hết tại Rôma thì các vị có thể quyết định ngày bắt đầu Mật nghị sớm hơn. Và ngày 08 tháng 3, Hồng y đoàn đã quyết định bắt đầu Mật nghị bầu Giáo hoàng vào ngày 12 tháng 3 năm 2013.
Vòng bầu cử đầu tiên diễn ra vào ngày 12/03 không đạt được kết quả. Nhưng sang ngày 13/03/2013, sau vòng bỏ phiếu cuối cùng trong ngày, tức là chỉ sau 5 vòng tính từ khi bắt đầu Mật nghị vào hôm trước, các Hồng y đã bầu chọn được Giáo hoàng mới, là Hồng y Jorge Mario Bergoglio, người Argentina, Tổng Giám mục Buenos Aires, ông lấy tông hiệu là Phanxicô.

## Hậu cần

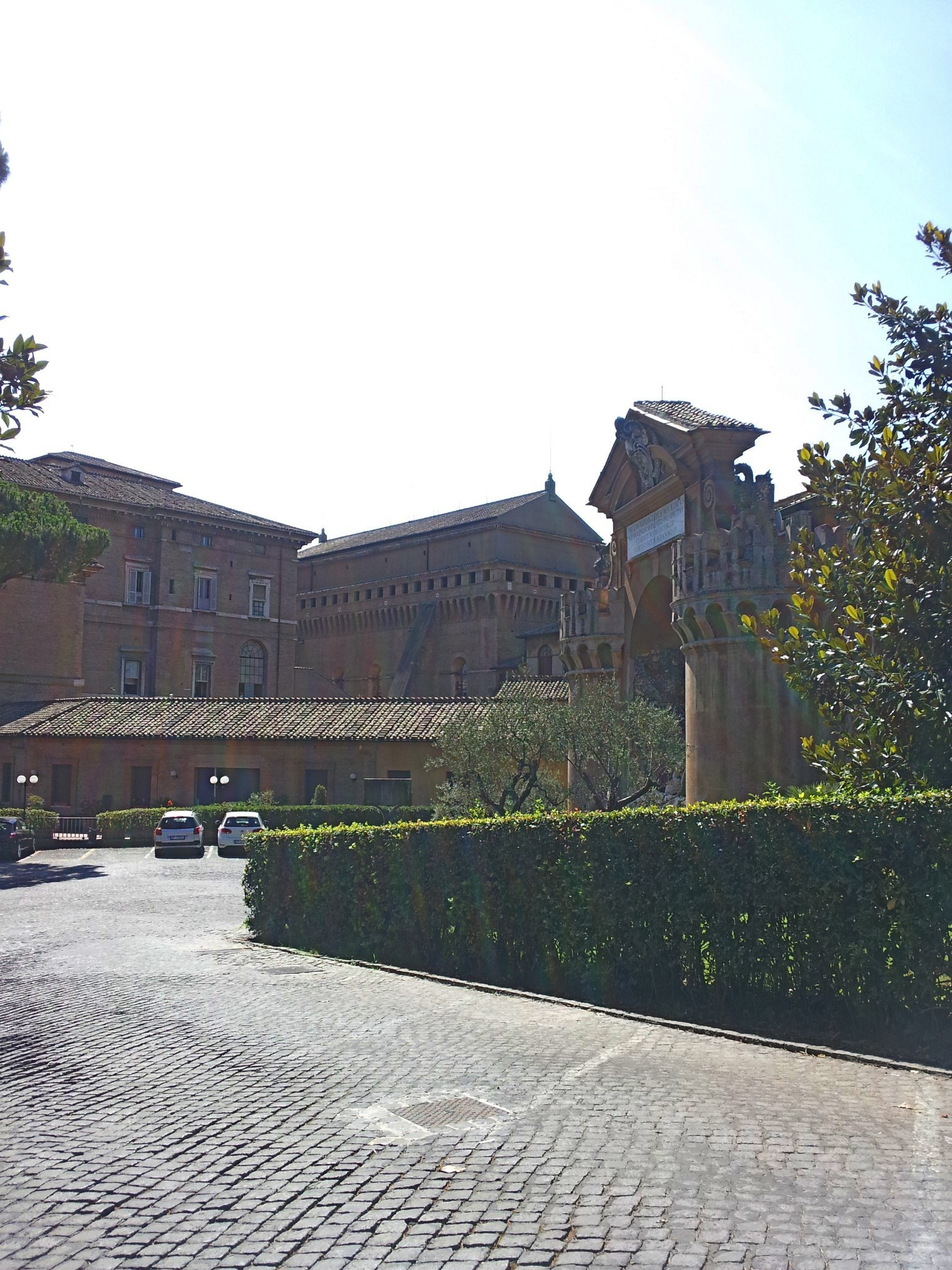
Nhà nguyện Sistina, nơi các hồng y sẽ bị cô lập trong suốt thời gian diễn ra Mật nghị

Ngày 8 tháng 3 năm 2013, người phát ngôn của Vatican, linh mục Federico Lombardi cho biết rằng các thiết bị phá sóng đặc biệt sẽ được triển khai xung quanh Nhà nguyện Sistine và nhà khách Santa Marta, nơi các hồng y sẽ bị cô lập trong suốt thời gian diễn ra Mật nghị. Các xe hơi trang bị thiết bị phá sóng cũng sẽ theo đuôi những chiếc xe chuyên chở các hồng y từ nhà khách Santa Marta đến Nhà nguyện Sistine .
Văn phòng truyền thông của Vatican thông báo một buổi lễ sẽ diễn ra vào buổi sáng ngày 12 tháng 3 và vòng bỏ phiếu đầu tiên sẽ diễn ra vào buổi chiều cùng ngày. Có hai bếp lò dùng để đốt các lá phiếu sau khi đã được kiểm phiếu xong, nếu cuộc bầu cử không đạt được kết quả, các hóa chất sẽ được bỏ vào lò để khói thoát ra khỏi ống có màu đen; nhưng khi bầu được Giáo hoàng mới, người ta sẽ cho các loại hóa chất khác vào để khói có màu trắng, báo hiệu cho bên ngoài biết.
Tất cả các Hồng y cử tri cũng như toàn thể các nhân viên hỗ trợ trong Mật nghị, từ các linh mục nghe giải tội cho đến các nữ tu phục vụ các bữa ăn ở nhà khách Santa Marta, sẽ phải tuyên thệ giữ bí mật với thế giới bên ngoài về cuộc bầu cử này, về những gì xảy ra tại nơi bầu, về việc bầu, không vi phạm bí mật này trong và sau cuộc bầu, trừ khi được Giáo hoàng mới cho phép rõ ràng, nếu vi phạm sẽ bị dứt phép thông công.